# Ninocska
A Ninocska (eredeti cím: Ninotchka) 1939-ben bemutatott fekete–fehér amerikai filmvígjáték Ernst Lubitsch rendezésében, Greta Garbo főszereplésével, aki itt egy szovjet kémnőt alakít. Ez Garbo első vígjátéki szerepe és utolsó előtti filmszerepe volt. 
A vígjáték Lengyel Menyhért műve alapján készült, és az egyik epizódszerepben Lugosi Béla látható. Magyarországon a filmet 1941. december 20-án mutatták be.

## Cselekménye
Három orosz megbízott, Buljanov, Iranov és Kopalski Párizsban ékszereket akar eladni, melyeket még a Szovjetunióban a Párizsba menekült Swana nagyhercegnőtől koboztak el. A luxusszálló szobapincére, egy emigráns orosz arisztokrata felismeri az ékszereket és értesíti a tulajdonos hölgyet. A nagyhercegnő megörül a hírnek, és barátja, Léon d’Algout gróf felajánlja neki szolgálatait. A szállóban a három megbízott éppen Mercier ékszerésszel tárgyal, de d’Algout gróf közbelépésére eláll az üzlettől, amíg az ékszerek tulajdonjogát nem tisztázzák. Léon gróf megnyerő modorával leszereli az ügynökök haragját és azt javasolja nekik, hogy táviratilag kérjenek Razinin népbiztostól felhatalmazást arra, hogy egyezzenek ki 50 százalékban a nagyhercegnővel. Az ügy kivizsgálására különmegbízott érkezik Moszkvából: egy csinos fiatal lány, Ninocska, aki megalkuvás nélkül akarja végrehajtani a rábízott feladatot, és Léon gróf helyett ügyvédhez fordul. 
A véletlen azonban közbeszól: Ninocska az utcán megismerkedik Léon gróffal, de egyikük sem tudja a másikról, hogy kicsoda. Ninocska eleinte elutasító, majd a gróf udvarlására barátságosabbá válik, míg egy telefonbeszélgetésből meg nem tudja, hogy kivel akadt össze. Felfedi kilétét Léon előtt és távozik, hiszen a gróf az ellenfele. Léon hevesen folytatja udvarlását és győz, a lány végül beleszeret. Ninocska felenged, élvezi Párizst és az életet. Közben azonban a féltékeny nagyhercegnő ellopatja a szobapincérrel az ékszereket. Ninocska csak úgy kaphatja vissza őket, ha búcsúzás nélkül még aznap visszarepül Moszkvába. A gróf utána utazna, de nem kap vízumot. 
Hónapokkal később a három ügynököt Törökországba küldik. Razinin hamarosan  névtelen levelet kap, amelyben az áll, hogy a török fővárosban Buljanovék szórják a pénzt és botrányosan viselkednek. Razinin az ügy kivizsgálásával ismét Ninocskát bízza meg. Törökországban Ninocska meglepődve látja, hogy a három jóbarát orosz vendéglőt nyitott és eszükben sincs visszatérni Oroszországba. Végül belép Léon, aki az egész tervet kieszelte. Ninocska örökre Léon mellett marad.
1957-ben elkészítették a Ninocska musical-változatát. Az amerikai filmet Selyemharisnya címen sugározta a Duna Televízió.

## Szereplők
- Greta Garbo – Nina Ivanovna „Ninotchka” Yakushova (Нина Ивановна „Ниночка” Якушова)
- Melvyn Douglas – gróf Léon d'Algout
- Ina Claire –Swana (Свана) nagyhercegnő
- Sig Ruman – Iranov (Иранов)
- Felix Bressart – Buljanov (Бульянов)
- Alexander Granach – Kopalsky (Копальский)
- Lugosi Béla – Razinin (Разинин) népbiztos
- Tamara Shayne – Anna
- Rolfe Sedan – szobapincér
- Gregory Gaye – Rakonin (Раконин)
- Edwin Maxwell – Mercier
- Richard Carle – Gaston